# Luigi Cornaro (kardynał)
Luigi Cornaro (ur. 12 lutego 1517 – zm. 10 maja 1584) – włoski kardynał.

## Życiorys
Pochodził z Wenecji. W młodości wstąpił do zakonu joannitów i został wybrany wielkim przeorem Cypru, ale po krótkim czasie zrezygnował z tego stanowiska na rzecz brata Federico Cornaro (przyszłego kardynała).
W 1551 papież Juliusz III mianował go kardynałem-diakonem. Był także arcybiskupem Zadar (25 czerwca 1554 – 17 lipca 1555) i administratorem diecezji Bergamo (13 marca 1560 – 15 stycznia 1561) oraz Trogir (15 stycznia 1561 – 18 kwietnia 1567). Papież Pius IV w 1560 powierzył mu przewodniczenie komisji badającej nadużycia członków rodu Carafa popełnione za pontyfikatu Pawła IV. W lutym 1561 uzyskał promocję do rangi kardynała-prezbitera. Wspierał walkę Świętej Ligi przeciw Imperium osmańskiemu. W maju 1570 odkupił od kardynała Michele Bonelli urząd kamerlinga Świętego Kościoła Rzymskiego za kwotę 70 tys. skudów, która została przeznaczona na wsparcie wojny przeciw Turkom. Jako kamerling odgrywał dużą role podczas konklawe 1572. Zmarł w Rzymie.